# Pasana
Pasana ali južnoafriška bajza (znanstveno ime Oryx gazella) je vrsta grivaste antilope, ki živi v sezonsko sušnih predelih Južne Afrike. Prepoznavna je po črno-belih lisah po obrazu, ki se nadaljujejo čez močan, mišičast vrat in boke, črnem repu in dolgih, ravnih rogovih. Samci dosežejo težo do 200 kg, samice so nekoliko manjše.
Nekoč je bila vrsta razširjena po vseh polsušnih in sušnih predelih juga afriške celine, v 19. in 20. stoletju pa se je območje njihove razširjenosti skrčilo na jugozahodni del južnoafriške regije, zlasti v Kalaharijski kotlini, kjer je znana pod afrikanskim imenom gemsbok. Večina populacije živi v Namibiji. Zaradi velike številčnosti in še vedno razmeroma velikega območja razširjenosti kljub lovu ni globalno ogrožena, so jo pa v bližnji preteklosti iztrebili v več območjih.
Domorodna ljudstva jih lovijo za meso, iz njihove kože izdelujejo prevleke za ščite, iz rogov pa kopja. Priljubljene so tudi kot safarijske trofeje. Pasana je upodobljena na državnem grbu Namibije.